# Erin Way
Erin Way (* 13. September 1987 in Portland, Oregon) ist eine US-amerikanische Schauspielerin.

## Karriere
Erin Way hat fünf Geschwister und wurde zu Hause unterrichtet, bevor sie ihren Highschool-Abschluss machte. Als ausgebildete Balletttänzerin stand sie bereits in ihrer Heimatstadt Portland auf der Theaterbühne. Mit dem 2007 veröffentlichten und von Dan Peterson inszenierten Drama Have Love, Will Travel debütierte Way als Filmschauspielerin. Nach größeren Auftritten in Fernsehserien wie I Heart Vampires, Splatter und Detroit 1-8-7 ist sie seit 2012 in der Fernsehserie Alphas zu sehen.

## Filmografie (Auswahl)
- 2007: Have Love, Will Travel
- 2008: Private Practice (Fernsehserie, eine Folge)
- 2009–2010: I Heart Vampires (Fernsehserie, 27 Folgen)
- 2009: Splatter (Fernsehserie, acht Folgen)
- 2010–2011: Detroit 1-8-7 (Fernsehserie, sechs Folgen)
- 2012: Castle (Fernsehserie, eine Folge)
- 2012: The Collection
- 2012: Alphas (Fernsehserie)
- 2013: Grey’s Anatomy (Fernsehserie, Folge Zurechtweisung, 10x05)
- 2014: The Mentalist (Fernsehserie, Folge Buchstaben im Kreis)
- 2014: Warehouse 13 (Fernsehserie, Folge Das Festival der Helden)
- 2015: Rizzoli & Isles (Fernsehserie, Folge Ein Hundeleben, 6x10)
- 2016: Colony (Fernsehserie)
- 2016: Supernatural (Fernsehserie, Folge Red Meat)
- 2017: Navy CIS: L.A. (NCIS: Los Angeles, Fernsehserie, Folge Gold von Gestern)
- 2017: Bones – Die Knochenjägerin (Bones, Fernsehserie, Folge Nicht nur Kopf im Stroh)
- 2017: The Gifted (Fernsehserie, eine Folge)
- 2018: The Handmaid’s Tale – Der Report der Magd (The Handmaid’s Tale, Fernsehserie, 4 Folgen)